# Pesaro és Urbino megye
Pesaro és Urbino  az olaszországi Marche régió megyéje. A megye két székhelye Pesaro és Urbino; Pesaro a közigazgatási székhely, így a megyei hivatalok és közigazgatási szervek Pesaroban találhatók.
Keleten az Adriai-tenger, északon Emilia-Romagna (Rimini megye) és San Marino határolja, míg délen Ancona megye és Umbria (Perugia megye) , nyugaton pedig Toszkána (Arezzo megye).

## Községei
A megye községei földrajzi fekvésük szerint csoportosíthatók. 
| Zóna                                 | Község                   | Lakosság. | Terület km² | Kép |
| ------------------------------------ | ------------------------ | --------- | ----------- | --- |
| Catria és Cesano Hegyi Közösség      | Fratte Rosa              | 1.009     | 15,60       |     |
| Catria és Cesano Hegyi Közösség      | Frontone                 | 1.362     | 36,01       |     |
| Catria és Cesano Hegyi Közösség      | Pergola                  | 6.760     | 113,46      |     |
| Catria és Cesano Hegyi Közösség      | San Lorenzo in Campo     | 3.539     | 28,69       |     |
| Catria és Cesano Hegyi Közösség      | Serra Sant’Abbondio      | 1.116     | 32,78       |     |
| Catria és Nerone Hegyi Közösség      | Acqualagna               | 4.414     | 50,74       |     |
| Catria és Nerone Hegyi Közösség      | Apecchio                 | 2.084     | 103,26      |     |
| Catria és Nerone Hegyi Közösség      | Cagli                    | 9.031     | 226,16      |     |
| Catria és Nerone Hegyi Közösség      | Cantiano                 | 2.437     | 83,10       |     |
| Catria és Nerone Hegyi Közösség      | Piobbico                 | 2.140     | 48,16       |     |
| Alto és Medio Metauro Hegyi Közösség | Borgo Pace               | 687       | 55,95       |     |
| Alto és Medio Metauro Hegyi Közösség | Fermignano               | 8.666     | 43,27       |     |
| Alto és Medio Metauro Hegyi Közösség | Mercatello sul Metauro   | 1.502     | 68,59       |     |
| Alto és Medio Metauro Hegyi Közösség | Montecalvo in Foglia     | 2.762     | 18,24       |     |
| Alto és Medio Metauro Hegyi Közösség | Petriano                 | 2.894     | 11,32       |     |
| Alto és Medio Metauro Hegyi Közösség | Sant’Angelo in Vado      | 4.121     | 67,44       |     |
| Alto és Medio Metauro Hegyi Közösség | Urbania                  | 7.059     | 77,79       |     |
| Alto és Medio Metauro Hegyi Közösség | Urbino                   | 15.528    | 228,07      |     |
| Metauro Hegyi Közösség               | Barchi                   | 1.001     | 17,24       |     |
| Metauro Hegyi Közösség               | Fossombrone              | 9.834     | 106,68      |     |
| Metauro Hegyi Közösség               | Isola del Piano          | 666       | 23,05       |     |
| Metauro Hegyi Közösség               | Mondavio                 | 4.017     | 29,48       |     |
| Metauro Hegyi Közösség               | Montefelcino             | 2.801     | 38,69       |     |
| Metauro Hegyi Közösség               | Montemaggiore al Metauro | 2.636     | 13,04       |     |
| Metauro Hegyi Közösség               | Orciano di Pesaro        | 2.213     | 23,78       |     |
| Metauro Hegyi Közösség               | Piagge                   | 1.026     | 8,64        |     |
| Metauro Hegyi Közösség               | Saltara                  | 6.674     | 9,97        |     |
| Metauro Hegyi Közösség               | San Giorgio di Pesaro    | 1.430     | 20,88       |     |
| Metauro Hegyi Közösség               | Sant’Ippolito            | 1.625     | 19,74       |     |
| Metauro Hegyi Közösség               | Serrungarina             | 2.456     | 22,98       |     |
| Montefeltro Hegyi Közösség           | Auditore                 | 1.620     | 20,30       |     |
| Montefeltro Hegyi Közösség           | Belforte all’Isauro      | 796       | 11,99       |     |
| Montefeltro Hegyi Közösség           | Carpegna                 | 1.680     | 28,31       |     |
| Montefeltro Hegyi Közösség           | Frontino                 | 317       | 10,74       |     |
| Montefeltro Hegyi Közösség           | Lunano                   | 1.453     | 14,62       |     |
| Montefeltro Hegyi Közösség           | Macerata Feltria         | 2.128     | 40,23       |     |
| Montefeltro Hegyi Közösség           | Mercatino Conca          | 1.112     | 14,47       |     |
| Montefeltro Hegyi Közösség           | Monte Cerignone          | 672       | 18,04       |     |
| Montefeltro Hegyi Közösség           | Montecopiolo             | 1.235     | 35,74       |     |
| Montefeltro Hegyi Közösség           | Monte Grimano Terme      | 1.249     | 24,01       |     |
| Montefeltro Hegyi Közösség           | Piandimeleto             | 2.096     | 39,96       |     |
| Montefeltro Hegyi Közösség           | Pietrarubbia             | 709       | 13,05       |     |
| Montefeltro Hegyi Közösség           | Sassocorvaro             | 3.543     | 66,52       |     |
| Montefeltro Hegyi Közösség           | Sassofeltrio             | 1.392     | 20,87       |     |
| Montefeltro Hegyi Közösség           | Tavoleto                 | 909       | 11,99       |     |
| Tengerparti zóna                     | Cartoceto                | 7.939     | 23,16       |     |
| Tengerparti zóna                     | Colbordolo               | 6.222     | 27,43       |     |
| Tengerparti zóna                     | Fano                     | 63.734    | 121,27      |     |
| Tengerparti zóna                     | Gabicce Mare             | 5.906     | 4,85        |     |
| Tengerparti zóna                     | Gradara                  | 4.500     | 17,52       |     |
| Tengerparti zóna                     | Mombaroccio              | 2.146     | 28,22       |     |
| Tengerparti zóna                     | Mondolfo                 | 11.914    | 22,69       |     |
| Tengerparti zóna                     | Monteciccardo            | 1.675     | 25,86       |     |
| Tengerparti zóna                     | Montelabbate             | 6.525     | 19,60       |     |
| Tengerparti zóna                     | Monte Porzio             | 2.736     | 18,36       |     |
| Tengerparti zóna                     | Pesaro                   | 94.197    | 126,58      |     |
| Tengerparti zóna                     | San Costanzo             | 4.863     | 40,70       |     |
| Tengerparti zóna                     | Sant’Angelo in Lizzola   | 8.515     | 11,80       |     |
| Tengerparti zóna                     | Tavullia                 | 7.535     | 42,33       |     |
| Pesaro és Urbino megye               | Összesen 60 község       | 381.730   | 2.564,21    |     |

## Fordítás
- Ez a szócikk részben vagy egészben  a   Provincia di Pesaro e Urbino című olasz Wikipédia-szócikk fordításán alapul.  Az eredeti cikk szerkesztőit annak laptörténete sorolja fel. Ez a jelzés csupán a megfogalmazás eredetét és a szerzői jogokat jelzi, nem szolgál a cikkben szereplő információk forrásmegjelöléseként.